# 草野耕一
草野 耕一（くさの こういち、1955年〈昭和30年〉3月22日 - ）は、日本の弁護士、裁判官、ニューヨーク州弁護士。最高裁判所裁判官、西村あさひ法律事務所代表パートナー、東京大学大学院法学政治学研究科客員教授。千葉県千葉市出身。

## 人物
企業法務のうち、企業の合併・買収（M&A）が専門。
1989年（昭和64年/平成元年）、小糸製作所の株式を米国人投資家が買い占め、経営参加を要求した事件では、小糸側弁護士として会社を守り、名をあげた。この事件を「弁護士の原点」 と語り、平成期の多くの著名企業の合併や統合に関わった。
最高裁判事としては、「法の価値は法がもたらす社会のありようで定まる。社会にどんな影響を与えるのかを常に考え、法解釈にあたりたい」「日本は法の支配を貫徹する先進国になれる。力を尽くしたい」 と語る。
2020年代になっても、個別意見において「けだし」を用いる傾向がある。

## 経歴
- 千葉大学附属小学校・中学校、千葉県立千葉高等学校卒業
- 1977年（昭和52年） - 司法試験合格
- 1978年（昭和53年）3月 - 東京大学法学部第一類卒業
- 1980年（昭和55年）4月 - 司法修習（32期）終了後、弁護士登録（第一東京弁護士会）。西村眞田法律事務所
- 1985年（昭和60年）6月 - 西村眞田法律事務所パートナー
- 1986年（昭和61年）5月 - ハーバード・ロー・スクール修了（LL.M.）
- 1986年（昭和61年） - 1987年（昭和62年） - デベヴォイズ&プリンプトン法律事務所（ニューヨーク）
- 1987年（昭和62年）5月 - ニューヨーク州弁護士登録。西村眞田法律事務所復職
- 1994年（平成6年）6月 - 株式会社小糸製作所監査役
- 1996年（平成8年）1月 - 西村眞田法律事務所副代表パートナー
- 1999年（平成11年）11月 - 楽天株式会社取締役
- 2003年（平成15年）12月 - ディーエルジェイディレクト・エスエフジー証券株式会社取締役
- 2004年（平成16年）
  - 1月 - 西村ときわ法律事務所代表パートナー
  - 4月 - 東京大学大学院法学政治学研究科ビジネスローセンター客員教授
- 2005年（平成17年） - 2007年（平成19年） - 京都大学大学院法学研究科講師
- 2006年（平成18年）9月 - 楽天証券ホールディングス株式会社取締役
- 2007年（平成19年）4月 - 東京大学大学院法学政治学研究科客員教授
- 2019年（平成31年）2月13日 - 最高裁判所判事（第二小法廷所属）
- 2021年（令和3年）10月31日 - 最高裁判所裁判官国民審査において、罷免を可とする票3,821,616票、罷免を可とする率6.68%で信任[3]。
- 2025年（令和7年）3月21日 - 最高裁判所判事を定年退官

## 著書
- 『国際摩擦―その法文化的背景』（日本評論社、1989年）
- 『ゲームとしての交渉』（丸善、1994年）
- 『日本人が知らない 説得の技法』（講談社、1997年）
- 『M&A法大全』（商事法務研究会、2006年）
- 『説得の論理　3つの技法』（日本経済新聞社、2003年）
- 『ファイナンス法大全アップデート』（商事法務、2006年）
- 『金融課税法講義』（商事法務、2008年）